# Баришівська сотня
Ба́ришівська со́тня — адміністративно-територіальна та військова одиниця Переяславського полку у добу Гетьманщини з центром у містечку Баришівка.

## Історія
Утворилася влітку 1648 року. Внесена до Зборівського реєстру (16 жовтня 1649 року) численністю 111 козаків. Як військово-адміністративна одиниця постійно належала до Переяславського полку.
Скасована, як і інші лівобережні сотні у 1782 році. Вся територія сотні увійшла до складу Остерського повіту Київського намісництва.

## Населені пункти
Населені пункти, записані до сотні у 1750 році: Баришівка, містечко; Бзів, село; Власівка, село; Волошинівка, село; Дернівка, село; Коржі, село; Кучакове, село; Лебедин, село; Мала Стариця, село; Морозівка, село; Остролуччя, село; Пасічне, село; Рудницьке, село; Сезонків, село; Селичівка, село; Селище, село; Сулимівка, село; Ядлівка, село.
В «Генеральному описі Малоросії» 1765–1769 років до сотні записано також села: Березне (?), Борщів, Іванківка, Липняцьке (?), Любарці, Паришків, Сеченка (?) та Скопці.

## Сотенний устрій

### Сотники
| - Шкабура Овсій (1649) - Воробей Іван (1663) - Моркотун Іван (1663) - Лобода Захар (1666) - Щербина (1666) - Максименко Олефір (1669–1672) - Моркотун Павло (1672) - Чеснійший Іван (1673) - Острожанин Петро (1675) - Мирон Гаврилович (1678–1679) - Голубенко Матвій (1685, н.; 1687) - Степан Миронович (1687) - Мокієвський Михайло (1687) - Костянецький Михайло (1690, н.) - Степаненко Лук'ян (1693) - Лавренченко Василь (1695–1699, 1703–1706) - Денис Миронович (1699) - Яків Васильович (1702 (н.), 1706) - Кулішенко Марко (1704, н.) | - (Ісаєвич) Ісай Денисович (1710–1728) - Кіндрат Васильович (1711 (н.), 1724) - Полоток (1718 (н.)) - Лушня Федір (1723 (н.)) - Федір Матвійович (1724 (н.), 1731) - Жидченко Яків (1728 (н.)) - Сулима Семен (1729–1737) - Яків Іванович (1730–1731 (н.)) - Великий Іван (1734 (н.)) - Батюк Влас (1734 (н.), 1737, 1738–1739) - Афендик Степан Іванович (1735 (н.), 1738, 1740) - Лисенко Максим (1736 (н.)) - Лизакевич Григорій Федорович (1737–1744) - Жидченко Степан (1738 (н.)) - Антонов Яким (1741–1742 (н.)) - Гаркуша Никифор (1742 (н.)) - Афендик Давид (1745–1768) - Корніїв Данило (1751 (н.)) - Афендик Федір (1768–1782) |

### Писарі
- Неродка Яків (1669)
- Лужицький Іван (1675)
- Лужецький Данило Іванович (1676–1711)
- Лужецький Павло Данилович (1719–1720)
- Врублевський Степан (1720)
- Антонович Йосип (1727–1730)
- Лужецький Павло Данилович (1731)
- Диваченко Михайло (1732–1737)
- Марковченко Матвій Олександрович (1737–1738)
- Дмитренко Михайло (1738, 1740, 1742)
- Кончаковський Іван (1743)
- Барабаш Трохим Іванович (1746–1755)
- Мойсеєнко Максим (1760–1767)
- Чубук Тимофій (1776–1781)

### Осавули
- Шапошник Іван Прокопович (1735–1737)
- Бей Семен (1738–1740)
- Таран Яків (1741–1743)
- Загниборода Лук'ян (1748, 1754)
- Загниборода Тиміш (1745–1754)
- Батюк Данило (1755–1767)
- Батюк Гордій (1763–1782)

### Хорунжі
- Гаркуша Никифор (1734)
- Кононенко Данило (1737)
- Гаркуша Никифор (1743–1745)
- Лисий Мирон (1748)
- Лисенко Григорій (1752)
- Носенко Михайло (1752–1761)
- Федір (1763)
- Дейко Максим (Василь) (1767)
- Лазко Максим (1774–1781)

### Баришівськігородові отамани
| - Дейнека Тимофій Федорович (1664–1676) - Купленик (Куплямінов) Остап (1678–1679) - Кудінов Степан (1685–1687) - Гриненко Лук'ян (1688–1689) - Костянецький Михайло (1690) - Железняк Степан (1693) - Степаненко Лук'ян (1695) - Железняк Степан (1699) - Костянецький Михайло (1699–1702) - Ісай Денисович (1702–1706) - Трохименко Семен (1706) - Ісай Денисович (1711) - Кононенко Іван (1715; 1724) - Олешкевич Олександр (1716) - Кудін Іван (1718) - Степанович Іван (1720) - Скидан Пилип (1726) | - Кіндрат Васильович (1727, 1728) - Дейко Кіндрат (1727, 1729) - Антонович Яким (1730, 1734–1735, 1737–1738, 1740) - Кіндрат Іванович (1731) - Жидченко Стефан (1731) - Батюк Улас (1732–1733) - Гаркуша Никифор (1734) - Носенко Степан (1736) - Загниборода Никифор (1738) - Дроздовський Тиміш (1738) - Прокопенко Федір (1739) - Загниборода Никифор (1740) - Степан Іванович (1740–1745) - Дейко Пилип (1746–1751, 1756–1760) - Ісаєвич Михайло (1752–1757) - Гаркуша Федір Никифорович (1762–1781) |

## Опис Баришівської сотні
За описом Київського намісництва 1781 року наявні наступні дані про кількість сіл та населення Баришівської сотні напередодні ліквідації:
| Населені пункти Баришівської сотні               | Дворян і шляхетства | Різночинців | Духовенства | Церковників | Греків | Хат              | Хат                   | Хат          | Хат                                        | Хат                                                           | Всього | Всього                             |
| ------------------------------------------------ | ------------------- | ----------- | ----------- | ----------- | ------ | ---------------- | --------------------- | ------------ | ------------------------------------------ | ------------------------------------------------------------- | ------ | ---------------------------------- |
| Населені пункти Баришівської сотні               | Дворян і шляхетства | Різночинців | Духовенства | Церковників | Греків | козаків виборних | козаків підпомічників | міщан        | посполитих коронних, в тому числі рангових | посполитих власницьких, різночинських і козацьких підсусідків | хат    | за останньою 1764 року ревізії душ |
| містечко Баришівка                               | 10                  | 10          | 8           | 12          | —      | 7                | 53                    | не зазначено | —                                          | 283                                                           | 343    | —                                  |
| село Ядлівка                                     | —                   | —           | 1           | 2           | —      | 64               | 35                    | —            | —                                          | 76                                                            | 175    | —                                  |
| село Рудницьке                                   | —                   | —           | 1           | 2           | —      | 40               | 90                    | —            | —                                          | 34                                                            | 164    | —                                  |
| село Гостролуччя                                 | 2                   | —           | 3           | 4           | —      | —                | —                     | —            | —                                          | 230                                                           | 230    | —                                  |
| село Селище                                      | —                   | 1           | 2           | 2           | —      | 45               | 43                    | —            | 34                                         | 10                                                            | 132    | —                                  |
| селище Дернівка                                  | —                   | 2           | —           | —           | —      | —                | 9                     | —            | —                                          | 36                                                            | 45     | —                                  |
| селище Коржі                                     | —                   | —           | —           | —           | —      | —                | 15                    | —            | —                                          | 9                                                             | 24     | —                                  |
| селище Волошинівка                               | —                   | 2           | —           | —           | —      | 29               | 23                    | —            | —                                          | 21                                                            | 73     | —                                  |
| селище Селичівка                                 | —                   | —           | —           | —           | —      | —                | 6                     | —            | —                                          | 123                                                           | 129    | —                                  |
| село Бзів                                        | —                   | —           | 1           | 1           | —      | —                | —                     | —            | —                                          | 79                                                            | 79     | —                                  |
| селище Морозівка                                 | 1                   | 2           | —           | —           | —      | 8                | —                     | —            | —                                          | 52                                                            | 60     | —                                  |
| селище Лебедин                                   | —                   | —           | —           | —           | —      | —                | —                     | —            | —                                          | 53                                                            | 53     | —                                  |
| селище Кучаків                                   | —                   | —           | —           | —           | —      | —                | —                     | —            | —                                          | 28                                                            | 28     | —                                  |
| селище Уласівка                                  | —                   | —           | —           | —           | —      | 15               | 13                    | —            | —                                          | 15                                                            | 43     | —                                  |
| село Сулимівка                                   | —                   | —           | 1           | 1           | —      | —                | —                     | —            | —                                          | 23                                                            | 23     | —                                  |
| селище Пасічна                                   | —                   | —           | —           | —           | —      | 1                | 3                     | —            | —                                          | 38                                                            | 42     | —                                  |
| селище Сезенків                                  | —                   | —           | —           | —           | —      | 1                | 14                    | —            | —                                          | 22                                                            | 41     | —                                  |
| село Мала Стариця                                | —                   | —           | 1           | 2           | —      | 5                | 13                    | —            | —                                          | 15                                                            | 33     | —                                  |
| 1. хутір підсудка Лебедя жінки                   | —                   | —           | —           | —           | —      | —                | —                     | —            | —                                          | 1                                                             | 1      | —                                  |
| 2. хутір Хлопківський, надвірного радника Сулими | —                   | —           | —           | —           | —      | —                | —                     | —            | —                                          | 2                                                             | 2      | —                                  |
| 3. хутір швачих Острозьких                       | —                   | —           | —           | —           | —      | —                | —                     | —            | —                                          | 5                                                             | 5      | —                                  |
| 4. хутір Макарівка                               | —                   | —           | —           | —           | —      | —                | —                     | —            | —                                          | 3                                                             | 3      | —                                  |
| 5. хутір Бочечки                                 | —                   | —           | —           | —           | —      | —                | —                     | —            | —                                          | 2                                                             | 2      | —                                  |
| Всього у сотні Баришівській                      | 13                  | 17          | 18          | 26          | —      | 219              | 317                   | —            | 34                                         | 1160                                                          | 1730   | 4976                               |